# Lycenchelys rassi
Lycenchelys rassi és una espècie de peix de la família dels zoàrcids i de l'ordre dels perciformes.

## Morfologia
- Els mascles poden assolir 22,4 cm de longitud total.[4][5]

## Hàbitat
És un peix marí i d'aigües profundes que viu entre 900-1.500 m de fondària.

## Distribució geogràfica
Es troba al Pacífic nord: des del Mar d'Okhotsk fins a Washington (els Estats Units).

## Observacions
És inofensiu per als humans.